# Trận Adys

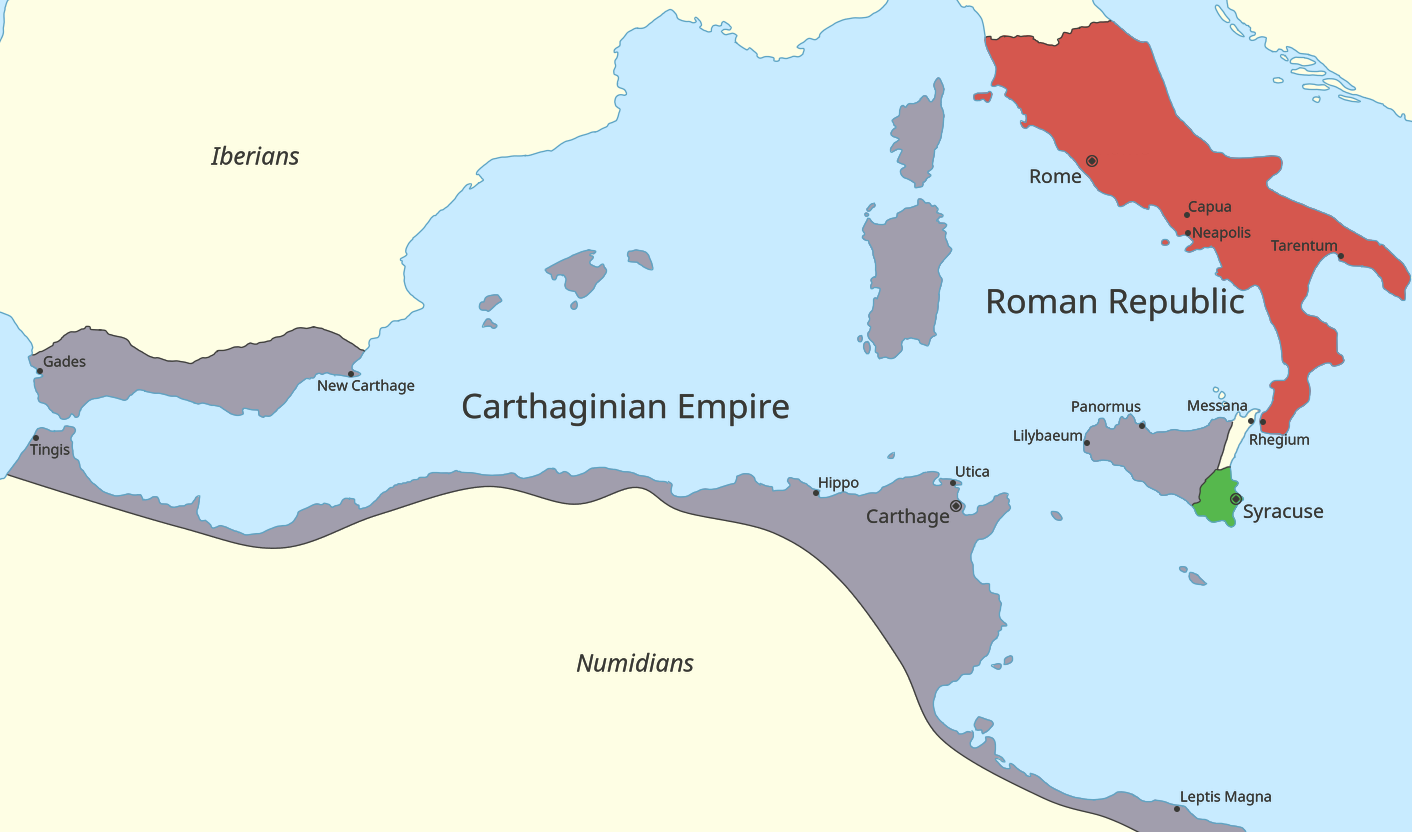
Lãnh thổ do La Mã và Carthage kiểm soát khi Chiến tranh Punic lần thứ nhất bắt đầu

Trận Adys là một trận chiến trong Chiến tranh Punic lần thứ nhất giữa quân đội Carthage do Bostar, Hamilcar và Hasdrubal cùng chỉ huy và quân đội La Mã do Marcus Atilius Regulus chỉ huy, diễn ra vào cuối năm 255 trước Công nguyên. Đầu năm đó, hải quân La Mã mới thành lập đã thiết lập quyền kiểm soát biển và sử dụng nó để xâm chiếm quê hương của người Carthage, gần tương ứng với Tunisia ở Bắc Phi ngày nay. Sau khi đổ bộ lên bán đảo Mũi Bon và thực hiện thành công một chiến dịch, hạm đội quay trở lại Sicilia, để lại Regulus với 15.500 người giữ công sự ở châu Phi trong suốt mùa đông.

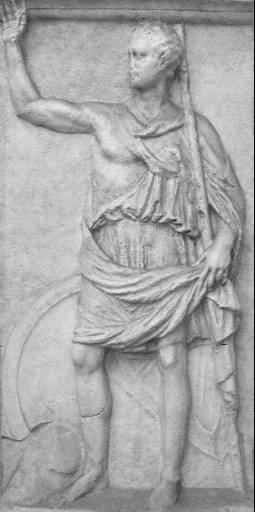
Polybius – "một nhà sử học có hiểu biết, cần cù và sâu sắc".

Thay vì giữ vị trí của mình, Regulus tiến về thủ đô cùng tên của người Carthage. Quân đội Carthage đã tập hợp trên một ngọn đồi đá gần Adys (Uthina ngày nay), nơi Regulus đang bao vây thành phố. Regulus đã yêu cầu lực lượng của mình hành quân vào ban đêm để mở cuộc tấn công kép vào rạng sáng vào doanh trại trên đỉnh đồi kiên cố của người Carthage. Một bộ phận của lực lượng này đã bị đẩy lui và truy đuổi xuống đồi. Phần còn lại sau đó tấn công những người Carthage đang truy đuổi ở phía sau và lần lượt đánh tan họ. Lúc này, những người Carthage còn lại trong trại hoảng sợ và bỏ chạy.

Người La Mã tiến công và chiếm đóng Tunis, chỉ cách Carthage 16 km (10 mi). Do tuyệt vọng, người Carthage đã yêu cầu ngừng chiến. Các điều khoản mà Regulus đưa ra quá khắc nghiệt nên người Carthage quyết định chiến đấu tiếp. Vài tháng sau, trong trận sông Bagradas (trận Tunis), Regulus bị đánh bại và đội quân của ông bị xóa sổ hoàn toàn. Chiến tranh tiếp tục kéo dài thêm 14 năm nữa.

## Quân đội hai bên

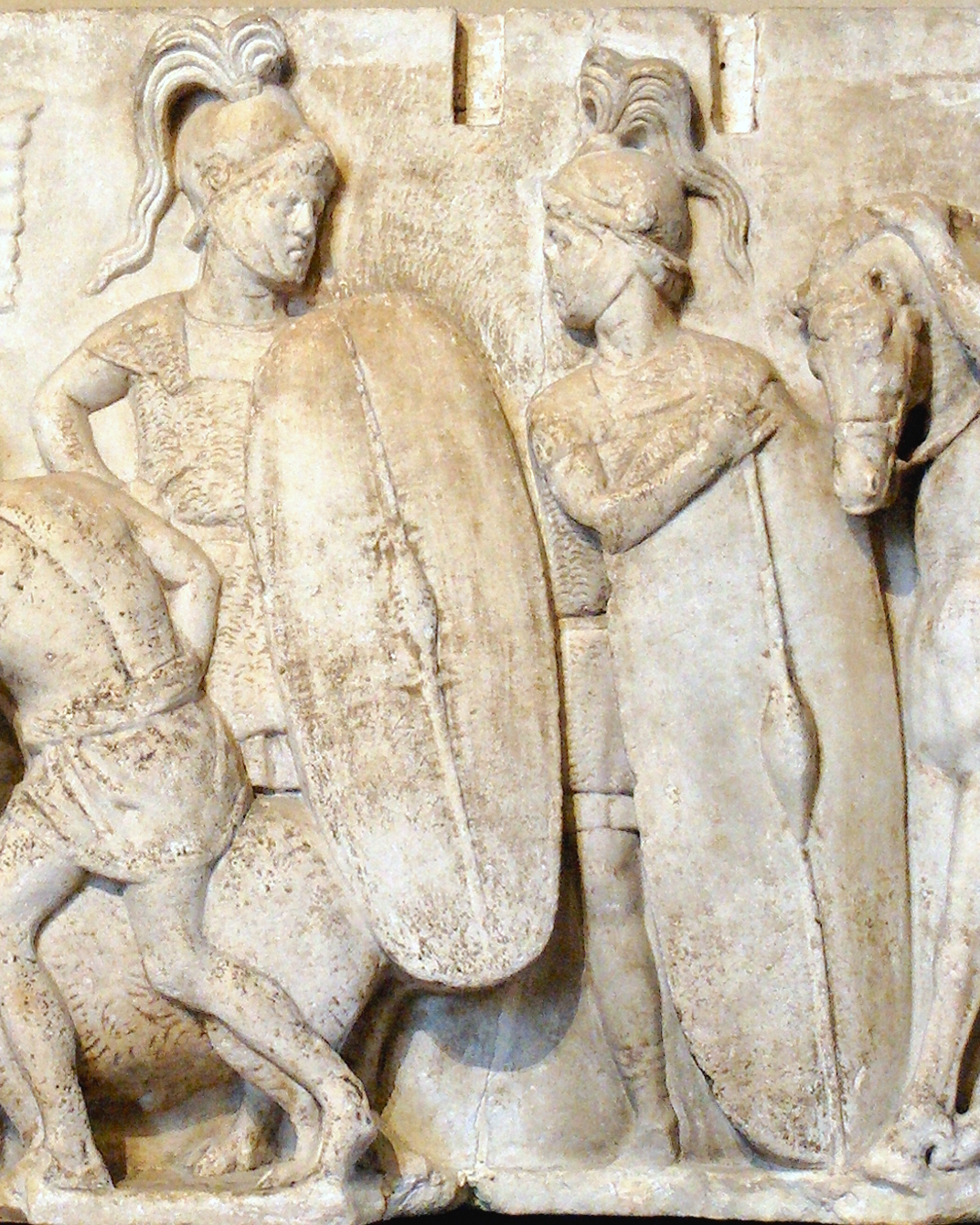
Chi tiết từ bức phù điêu Ahenobarbus thế kỷ thứ hai trước Công nguyên cho thấy hai người lính bộ binh La Mã.

## Trận chiến

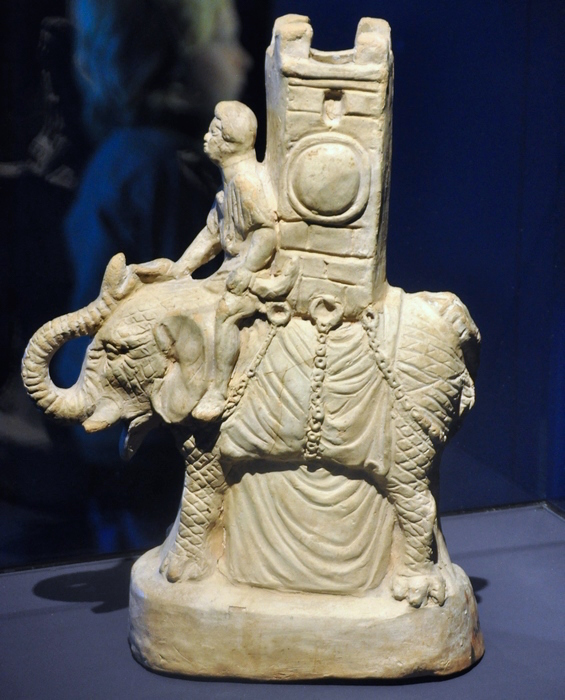
Tượng voi chiến của La Mã, được tìm thấy ở Pompeii

## Hậu quả

Bản đồ của chiến dịch với Adys là một phần. Vị trí gần đúng của trận chiến được đánh số "2".
- 1: La Mã đổ bộ và chiếm đóng Aspis (256 TCN)
- 2: La Mã chiến thắng tại Adys (256 TCN)
- 3: La Mã chiếm đóng Tunis (256 TCN)
- 4: Xanthippus rút khỏi Carthage với một đội quân lớn. (255 TCN)
- 5: La Mã bị đánh bại trong trận sông Bagradas. (255 TCN)
- 6: La Mã rút lui đến Aspis và rời khỏi châu Phi. (255 TCN)